# Multioppia gapsaensis
Multioppia gapsaensis är en kvalsterart som beskrevs av Choi 1986. Multioppia gapsaensis ingår i släktet Multioppia och familjen Oppiidae. Inga underarter finns listade i Catalogue of Life.